# Goniodoris petiti
Goniodoris petiti is een slakkensoort uit de familie van de Goniodorididae. De wetenschappelijke naam van de soort is voor het eerst geldig gepubliceerd in 1875 door Crosse.